# 艾元徵
艾元徵（1624年—1676年），字長人，號允洽，山東濟陽縣人。清初政治人物。

## 生平
順治二年（1645年）舉乙酉科山東鄉試，順治三年（1646年）聯登丙戌科三甲第二名進士進士。選庶吉士，散館授弘文院檢討。順治十五年，升任禮部右侍郎。順治十五年，兼任東閣學士、次年任殿試讀卷官。順治十六年，任武會試讀卷官。順治十六年，任教習庶吉士。順治十八年，任內國史院學士	。康熙二年，任戶部右侍郎。康熙四年，任戶部左侍郎。康熙九年，任吏部右侍郎，后任吏部左侍郎，后改都察院左都御史。康熙十一年，官至刑部尚書。